# Трегами
Трегами́ (гамбири́) — один из нуристанских языков Афганистана. На нем говорит народность трегами, населяющая деревни Гамбир и Катар в афганской провинции Нуристан.
Относится к нуристанской группе индоиранской ветви индоевропейских языков.
Близок к языку вайгали — сходство в области лексики до 76-80 %.
Уровень грамотности низкий.